# Kronobergs läns och Hallands läns valkrets
Kronobergs läns och Hallands läns valkrets var en särskild valkrets i första kammaren från och med valet 1921 till dess att första kammaren avskaffades 1970. Valkretsen hade åtta mandat i förstakammarvalen 1921 och 1926, men från och med valet 1934 minskades antalet till sju.

## Riksdagsledamöter

### 1922–1926
- Johan Bernhard Johansson, n
- Axel Rooth, n
- Martin Svensson, n
- Anders Elisson, bf
- Per Gustafsson, bf
- Nils Anton Bondeson, lib s 1922–1923, lib 1924–1926
- August Ljunggren, lib s 1922–1923, fris 1924–1926
- Gustaf Anton Larsén, s

### 1927–1934
- Georg Bissmark, n
- Johan Bernhard Johansson, n
- Axel Rooth, n (1927–23/3 1928)
  - Arvid Thelin, n (10/4 1928–1934)
- Martin Svensson, n
- Anders Elisson, bf (1927–2/4 1928)
  - Johan Larsson, bf (26/4 1928–1934)
- Per Gustafsson, bf
- Carl Thorén, fris
- Gustaf Anton Larsén, s

### 1935–1942
- Johan Bernhard Johansson, h
- Martin Svensson, h
- Arvid Thelin, h (1/1–16/12 1935)
  - Ivar Ekströmer, h (1936–1942)
- Verner Andersson, bf
- Per Gustafsson, bf (1935–14/4 1942)
  - Robert Johansson, bf (15/5–31/12 1942)
- Anders Andersson, s
- Sven Larsson, s

### 1943–1950
- Ivar Ekströmer, h (1943–1948)
  - Fritiof Karlsson, bf (1949–1950)
- Johan Bernhard Johansson, h (1943–4/9 1949)
  - Widar Stener, h (höstsessionen 1949–1950)
- Verner Andersson, bf (1943–1944)
  - Gärda Svensson, bf (1945–1950)
- Vilmar Ljungdahl, bf (1943–29/5 1948)
  - Bernhard Ekström, bf (6/6–31/12 1948)
    - Ragnar Aaby-Ericsson, h (1949–1950)
- Anders Andersson, s (1943–1944)
  - Gustaf Rosander, s (1945–1950)
- Axel Gjöres, s
- Sven Larsson, s

### 1951–1958
- Ebbe Ohlsson, h
- Fridolf Jansson, bf (1951–1952)
  - Patrick Nilsson, bf (1953–18/1 1954)
    - Alvar Andersson (politiker), bf/c (1954–1958)
- Fritiof Karlsson, bf/c
- Gärda Svensson, bf/c
- Rune B. Johansson, s
- Eric Mossberger, s
- Josef Weijne, s (1/1–8/3 1951)
  - Ragnar Persson, s (28/3 1951–1958)

### 1959–1966
- Ebbe Ohlsson, h
- Torsten Mattsson, c
- Gärda Svensson, c (1959–1963)
  - Axel Kristiansson, c (1964–1966)
- Nils Nestrup, fp (1959–1962)
  - Erik Petersson, fp (1963–1966)
- Rune B. Johansson, s (1959–1960)
  - Fritz Persson, s (1961–1966)
- Eric Mossberger, s
- Ragnar Persson, s

### 1967–1970
- Ebbe Ohlsson, h/m
- Axel Kristiansson, c
- Torsten Mattsson, c
- Erik Petersson, fp (1967–1968)
  - Arvid Annerås, fp (1969–1970)
- Eric Mossberger, s
- Fritz Persson, s
- Krister Wickman, s